# Babilonski stolp
Babilonski stolp (hebrejsko: מִגְדַּל בָּבֶל, Migdal Bavel) bi naj bila znamenita stavba v antičnem mestu Babilon. Njegova zgodba je opisana v Svetem pismu.
Kot navedeno v knjigi Geneze Mz 11,1-9, naj bi šlo za mit, ki naj bi razložil, zakaj ljudje na svetu govorijo različne jezike.

## Etimologija
Beseda Babilonski stolp se v Bibliji ne pojavlja; vedno je mesto in stolp (אֶת-הָעִיר וְאֶת-הַמִּגְדָּל) ali samo mesto (הָעִיר). Prvotna izpeljava imena Babel (tudi hebrejsko ime za Babilon) je negotova. Domače, akadsko ime mesta je bilo Bāb-ilim, kar pomeni 'božja vrata'. Vendar se za to obliko in razlago danes običajno misli, da sta rezultat akadske ljudske etimologije, ki se uporablja za prejšnjo obliko imena Babila, neznanega pomena in verjetno nesemitskega izvora. Po Bibliji je mesto dobilo ime Babel iz hebrejskega glagola בָּלַ֥ל (bālal), kar pomeni mešati ali zmesti.

## Babilon
Babilon je bilo antično mesto ob reki Evfrat v Mezopotamiji (današnje ozemlje Iraka). Prvič je bilo omenjeno v 24. stoletju pr. n. št. Bilo je dokaj nepomembno, vse dokler ni postalo glavno mesto Hamurabijeve Babilonije. Takrat sta moč mesta in število prebivalcev močno narasla. Babilon je kasneje padel pod vladavino Asirije. Mesto je doživelo največji razcvet po letu 605 pr. n. št. med vladavino Nebukadnezarja II.. Ta je zgradil Ištarina vrata, Babilonske viseče vrtove, ki so danes uvrščeni med sedem čudes starega veka in obnovil tempeljski kompleks, ki bi lahko bil zgodovinska podlaga babilonskega stolpa, ki ga omenja Sveto pismo.

## Zgodba o Babilonskem stolpu
Združena človeška rasa v generacijah po velikem potopu, ki govori en sam jezik, se seli proti vzhodu. Ko so se ljudje odpravili od vzhoda, so našli ravnino v šinárski deželi in se tam naselili. Rekli so drug drugemu: »Dajmo, delajmo opeko in jo žgimo v ognju!« Opeko so uporabljali namesto kamna in zemeljsko smolo namesto malte. Rekli so: »Dajmo, sezidajmo si mesto in stolp, katerega vrh naj sega do neba, in naredimo si ime, da se ne bomo razkropili po vsej zemlji!« Gospod je stopil dol, da bi si ogledal mesto in stolp, ki so ga postavili človeški otroci. In Gospod je rekel: »Glej, eno ljudstvo so in vsi imajo en jezik, in to je šele začetek njihovega dela. Zdaj jih ne bo nič več zadržalo; kar koli bodo hoteli, bodo naredili. Dajmo, stopimo dol in tam zmešajmo njihov jezik, da ne bodo več razumeli govorice drug drugega!« In Gospod jih je razkropil od tam po vsej zemlji in nehali so zidati mesto. Zato se je imenovalo Babél, ker je tam Gospod zmešal jezik vse zemlje in od tam jih je Gospod razkropil po vsej zemlji. 
(1 Mz 11,1-9)
O babilonskem stolpu, ki naj bi segal do neba, največ izvemo iz svetopisemske pripovedi v Prvi Mojzesovi knjigi. Babilonsko ljudstvo je hotelo zgraditi veliko mesto in stolp, ki bi segal do neba. S tem so se hoteli približati Bogu in postati vsemogočni, kot je on sam. To je Boga razjezilo, zato je ljudstvo za njihov napuh preklel s tem, da jim je zmešal jezik. Iz ene govorice, ki so jo razumeli vsi, je naredil več jezikov ter narod razkropil po celem svetu.

## Plošča babilonskega stolpa
Leta 2011 so odkrili stelo iz 604–562 pr. n. št., ki je najstarejša upodobitev babilonskega stolpa. Slika, vrezana v črni kamen, je dobila ime Plošča babilonskega stolpa. Na njej je ob stolpu upodobljen kralj Nebukadnezar II. Nosi koničasto kraljevsko pokrivalo, v levi roki ima žezlo, v desni pa zvitek z načrti za gradnjo slavnega stolpa. To je četrta odkrita upodobitev Nebukadnezarja II. Druge so na prostem, izklesane v skale v Libanonu in v precej slabem stanju. Babilonski stolp je prikazan od spredaj. Vidnih je vseh sedem stopenj in skica tlorisa pritličnega nadstropja, ki razkriva razporeditev sob. Osnovna ploskev stolpa naj bi merila več kot 8000 m², visok naj bi bil 90 m. Da ni o motivu nikakršnega dvoma, poskrbi napis, ki označi veliki babilonski zigurat.

## Metafora babilonskega stolpa na Slovenskem
Frazem babilonski stolp (pri Svetokriškem Babilonski turn) se v slovenščini rabi v pomenu zmede, kaosa ali zmešnjave. Na stolp se navezuje veliko pripovedk, mitov in literarnih besedil, v katerih ima metaforično vlogo.
- Ivan Križanič; Štirinajst dnij širom svetá:

Ljudje pravijo, da take velikanske stavbe, ki veliko milijonov požerejo, narod častijo in ga proslavijo. Nekaj je že na tem! Pa to vendar moram omeniti, da so nekdaj ljudje tudi zategavoljo babilonski stolp zidali, da bi se oslavili. A Bogu njih podjetje ni dopadalo; zmešal jim je jezike, in morali so delo pustiti in iti po svetu.
- Jani Kovačič; Velika ladja psalmov: Postbožični psalmi:

Če koga zmagat se ne da,

se s spletko loti ti njega.

Stolp Babilonski priča nam

vsak trud koj žrtev je ukan.
- Matija Malešič; Živa voda:

Že ve, zakaj! Reci ji, da sezidaš na hribu stolp babilonski — razumela te bo in ti pritrdila. Reci ji, da spremeniš to vodo v tekoče zlato — razumela te bo in ti pritrdila. Reci ji, kar hočeš — vse bo razumela in v vsem ti bo pritrdila!